# Liste der denkmalgeschützten Objekte in Höfen (Tirol)
Die Liste der denkmalgeschützten Objekte in Höfen enthält die denkmalgeschützten, unbeweglichen Objekte der Gemeinde Höfen.

## Denkmäler
| Foto |                 | Denkmal                                                                       | Standort                                   | Beschreibung | Metadaten |
| ---- | --------------- | ----------------------------------------------------------------------------- | ------------------------------------------ | --- | --- |
| ja   | Datei hochladen | Kruzifix HERIS-ID: 65872 Objekt-ID: 78741 TKK: 24762                          | gegenüber Dorfstraße 30 Standort KG: Höfen | Das Wegkreuz im Bretterkasten mit geschnitztem, polychrom gefasstem, leicht stilisiertem Corpus Christi im Dreinageltypus stammt vermutlich aus der zweiten Hälfte des 19. Jahrhunderts. | BDA-Hist.: Q38111882 Status: § 2a Stand der BDA-Liste: 2025-06-30 Name: Kruzifix GstNr.: 2590 Kruzifix, Höfen                                    |
| ja   | Datei hochladen | Bauernhaus, Dreerhaus, Köpflehaus HERIS-ID: 39262 Objekt-ID: 38982 TKK: 24771 | Hofweg 11 Standort KG: Höfen               | Das Wohnhaus des Malers Josef Anton Köpfle, ein teilweise umgebauter Einhof mit flachem Satteldach, wurde von ihm 1816 mit qualitätsvoller Fassadenmalerei geschmückt. Sie zeigt neben Architekturmalerei Darstellungen der Passion Christi und der Auffindung des zwölfjährigen Jesus im Tempel durch seine Eltern Maria und Josef.                                                                                               | BDA-Hist.: Q37988370 Status: Bescheid Stand der BDA-Liste: 2025-06-30 Name: Bauernhaus, Dreerhaus, Köpflehaus GstNr.: 2672 Köpflehaus, Höfen     |
| ja   | Datei hochladen | Kath. Filialkirche Maria Hilf HERIS-ID: 55440 Objekt-ID: 64097 TKK: 24759     | Kirchweg 2, in der Nähe Standort KG: Höfen | Die Kirche im Ortszentrum wurde 1692 errichtet, 1705 erweitert und 1760 mit einem Turm versehen. 1891–1896 wurde das Schiff verlängert. An das vierjochige Langhaus mit Vorhallenjoch und steilem Satteldach schließt ein polygonal geschlossener Chor an. Im Inneren weist die Kirche ein Tonnengewölbe mit Stichkappen über Pilastern mit Halbsäulen auf. Die Fresken im Langhaus wurden 1800 von Josef Anton Köpfle geschaffen. | BDA-Hist.: Q38065611 Status: § 2a Stand der BDA-Liste: 2025-06-30 Name: Kath. Filialkirche Maria Hilf GstNr.: 2598 Filialkirche Mariahilf, Höfen |
| ja   | Datei hochladen | Ortskapelle Maria Hilf HERIS-ID: 55781 Objekt-ID: 64619 TKK: 24760            | bei Untere Platte 14 Standort KG: Höfen    | Die Kapelle mit einem Kreuzgratgewölbe im Gebetsraum wurde 1876 erbaut. | BDA-Hist.: Q38067895 Status: § 2a Stand der BDA-Liste: 2025-06-30 Name: Ortskapelle Maria Hilf GstNr.: .235 Ortskapelle Maria Hilf, Höfen        |